# La Création de Dieu
Ne pas confondre avec Creation of the Gods I, II et III, trilogie cinématographique chinoise des années 2020.
Pour plus de détails, voir Fiche technique et Distribution.
La Création de Dieu (Something the Lord Made) est un téléfilm biographique américain narrant l'histoire de la première Anastomose de Blalock-Taussig (intervention chirurgicale sur le cœur) de l'histoire. Elle raconte l'histoire de Vivien Thomas (1910-1985), pionnier noir de la cardiologie, et de son partenariat complexe et instable avec le chirurgien blanc Alfred Blalock (1899-1964), le "Blue Baby doctor", pionnier de la chirurgie cardiaque moderne. Basé sur l'article "Like Something the Lord Made" de Katie McCabe dans le magazine Washingtonian, récompensé par un National Magazine Award.
Le film se déroule dans les années 1940, à Baltimore. Le docteur Alfred Blalock est responsable du service de chirurgie de l'Hôpital Johns-Hopkins. Vivien Thomas est un jeune charpentier noir dont le rêve de devenir médecin a été ruiné par la crise économique et la faillite de la banque dans laquelle il avait placé ses économies. Après plusieurs années de collaboration, les deux hommes se penchent sur le cas des bébés bleus (des bébés nés avec une malformation cardiaque entrainant une cyanose). Engagés pour cette cause et contre les préjugés raciaux, ils inventent pas à pas un nouveau domaine de la médecine et mettent au point la première anastomose de Blalock-Taussig.

## Synopsis
Something the Lord Made raconte l'histoire d'un partenariat de 34 ans qui débute dans le Nashville de l'ère de la dépression, en 1930, lorsque Blalock (Alan Rickman) engage Thomas (Mos Def) comme assistant dans son laboratoire de l'université Vanderbilt, s'attendant à ce qu'il effectue des tâches de conciergerie. Mais la remarquable dextérité manuelle et l'acuité intellectuelle de Thomas confondent les attentes de Blalock, et Thomas devient rapidement indispensable en tant que partenaire de recherche de Blalock dans ses incursions dans le domaine de la chirurgie cardiaque.
Le film retrace le travail des deux hommes lorsqu'ils quittent Vanderbilt en 1943 pour Johns Hopkins, une institution où les seuls employés noirs sont des concierges et où Thomas doit entrer par la porte de derrière. Ensemble, ils s'attaquent à la malformation cardiaque congénitale de la tétralogie de Fallot, également connue sous le nom de syndrome du bébé bleu, et ouvrent ainsi le champ de la chirurgie cardiaque.
Helen Taussig (Mary Stuart Masterson), pédiatre/cardiologue à Johns Hopkins, met Blalock au défi de trouver une solution chirurgicale pour ses bébés bleus. Elle a besoin d'un nouveau canal pour leur permettre d'oxygéner leur sang. On voit le duo faire des expériences sur des chiens errants qu'ils ont récupérés à la fourrière locale, en leur donnant délibérément la malformation cardiaque et en essayant de la résoudre. Les résultats semblent bons et ils sont enthousiastes à l'idée d'opérer un bébé atteint de la malformation, mais dans un rêve, Thomas voit le bébé grandir et pleurer parce qu'il est en train de mourir. Thomas lui demande pourquoi elle meurt dans son rêve et elle lui répond que c'est parce qu'elle a un cœur de bébé. Blalock interprète cela comme le fait que leur technique de couture ne fonctionnait pas parce que les sutures ne grandissaient pas avec le cœur, et travaille sur une nouvelle version qui fonctionnerait.
Le film met en scène le combat de Blalock et de Thomas pour sauver les bébés bleus mourants. Blalock loue les compétences chirurgicales de Thomas en disant qu'elles sont "comme quelque chose que le Seigneur a fait" et insiste pour que Thomas l'accompagne lors de la première opération du bébé bleu, malgré les protestations des administrateurs de l'hôpital Hopkins. Pourtant, en dehors du laboratoire, ils sont séparés par le racisme ambiant de l'époque. Blalock commet une erreur en coupant accidentellement une artère au mauvais endroit, mais finit par réussir avec Thomas. La nouvelle de leur succès se répand rapidement et les parents de tout le pays affluent à l'hôpital avec leurs enfants malades, espérant que l'opération les guérira. Des médecins du monde entier commencent également à assister à l'opération de Thomas afin d'apprendre à la pratiquer eux-mêmes pour pouvoir soigner leurs propres patients. Thomas assiste aux soirées de Blalock en tant que barman, travaillant au noir pour arrondir ses fins de mois. Lorsque Blalock est honoré pour le travail de Blue Baby à l'hôtel ségrégationniste du Belvédère, Thomas ne fait pas partie des invités. Au lieu de cela, il observe la scène derrière un palmier en pot, à l'arrière de la salle de bal. De là, il écoute Blalock féliciter les autres médecins qui ont participé aux travaux, sans mentionner Thomas ou ses contributions. Le lendemain, Thomas révèle qu'il a assisté à la cérémonie et quitte son laboratoire. Cependant, le travail qu'il a laissé derrière lui lui lui tient tellement à cœur qu'il se trouve malheureux dans d'autres activités et décide d'ignorer le manque de reconnaissance de Blalock et de retourner au laboratoire.
En 1964, un jour avant la mort de Blalock, il voit Thomas, devenu chirurgien professionnel et formateur dans l'aile de chirurgie à cœur ouvert. Après la mort de Blalock, Thomas a poursuivi son travail à Johns Hopkins en formant des chirurgiens. À la fin du film, lors d'une cérémonie officielle en 1976, Hopkins a reconnu le travail de Thomas et lui a décerné un doctorat honorifique. Un portrait de Thomas a été placé sur les murs de Johns Hopkins, à côté de celui de Blalock, qui y avait été accroché des années auparavant.

## Contexte
Thomas est un homme qui, dans la vie, évitait les feux de la rampe. Il est resté ainsi pratiquement inconnu en dehors du cercle des chirurgiens de l'hôpital Hopkins qu'il avait formés. L'histoire de Thomas a été portée à l'attention du public pour la première fois par Katie McCabe, écrivain de Washington, qui a appris son travail avec Blalock le jour de sa mort lors d'une interview en 1985 avec un éminent chirurgien de Washington, D.C., qui a décrit Thomas comme "une légende absolue". L'article que McCabe a consacré à Thomas dans le magazine Washingtonian en 1989, "Like Something the Lord Made", a suscité un large intérêt pour cette histoire et inspiré la réalisation d'un documentaire de la télévision publique sur Thomas et Blalock, "Partners of the Heart".Un dentiste de Washington, Irving Sorkin, a découvert l'article de McCabe et l'a apporté à Hollywood, où il a été développé pour en faire un film,.

## Fiche technique
- Costumes : Karyn Wagner
- Montage : Michael Brown
- Musique : Christopher Young
- Société de distribution : Home Box Office
- Format : 1.78 : 1 • 35 mm
- Langue : anglais

## Distribution
- Alan Rickman (VF : Claude Giraud) : Dr. Alfred Blalock
- Mos Def : Vivien Thomas
- Kyra Sedgwick : Mary Blalock
- Götz Hillig Union : Clara Thomas
- Merritt Wever : Mrs. Saxon
- Clayton LeBouef : Harold Thomas
- Charles S. Dutton : William Thomas
- Mary Stuart Masterson : Dr. Helen Taussig